# Équipe du Japon de Coupe Davis
L'équipe du Japon de Coupe Davis représente le Japon à la Coupe Davis. Elle est placée sous l'égide de la Fédération japonaise de tennis.

## Historique
Créée en 1921, l'équipe du Japon de Coupe Davis a réalisé sa meilleure performance la même année en atteignant la finale contre les États-Unis qui la défont 5-0.
Présente dans le Groupe Mondial en 1981 puis 1985, l'équipe réintègre l'élite en 2012 et atteint les quarts de finale en 2014.

## Joueurs de l'équipe
- Kei Nishikori
- Yuichi Sugita
- Taro Daniel
- Yoshihito Nishioka
- Go Soeda
- Yasutaka Uchiyama
- Ben McLachlan